# Länsstyrelsen i Kalmar län
Länsstyrelsen i Kalmar län är en statlig myndighet med kansli i Kalmar. Länsstyrelsen ansvarar för den statliga förvaltningen i länet, och har flera olika mål gällande regional utveckling. Länsstyrelsen i Kalmar län har cirka 250 anställda.
Länsstyrelsens chef är landshövdingen, som utses av Sveriges regering.

## Vattenmyndighet
Länsstyrelsen i Kalmar län utgör också vattenmyndigheten för Södra Östersjöns vattendistrikt, och ansvarar alltså för förvaltningen av kvaliteten på vattenmiljön i de områden i Sverige vars avrinning mynnar ut i Södra Östersjön.